# Thomas Bodo
Thomas Bodo (Calais, 7 oktober 1980) is een Frans voormalig beroepswielrenner die tussen 1999 en 2002 reed voor La Française des Jeux. Nadat hij in 2003 uit het profpeloton verdween keerde hij in 2008 kortstondig terug bij de kleinere Luxemburgse ploeg Differdange-Apiflo Vacances. Hij won geen professionele koersen.

## Belangrijkste overwinningen
Geen